# NGC 7217
NGC 7217 è una galassia a spirale della costellazione Pegaso, distante circa 50 milioni di anni luce.

## Caratteristiche
NGC 7217 è un sistema povero di gas la cui caratteristica principale è la presenza di diversi anelli concentrici di stelle nel suo nucleo: tre sono i principali, il più esterno dei quali è quello più ricco di gas e quello che ospita il maggior numero di episodi di formazione stellare, a cui se ne aggiungono altri, più interni ai primi tre, scoperti dal telescopio spaziale Hubble. Questo suggerisce che le regioni centrali di NGC 7217 abbiano subito diversi starburst.
Altra caratteristica degna di nota è la presenza di un certo numero di stelle rotanti attorno al nucleo della galassia in direzione opposta rispetto alla maggior parte delle altre, e di due distinte popolazioni stellari: una di età intermedia nelle regioni più interne, una più giovane ma più povera di metalli verso l'esterno.

Si ritiene che queste caratteristiche siano state causate dalla fusione con un'altra galassia e, infatti, alcune simulazioni al computer mostrano che NGC 7217 poteva essere un grande galassia lenticolare, che si è fusa con uno o due più piccole ricche di gas, diventando la galassia a spirale che vediamo oggi. Attualmente questa galassia è isolata nello spazio, senza compagni importanti nelle vicinanze.

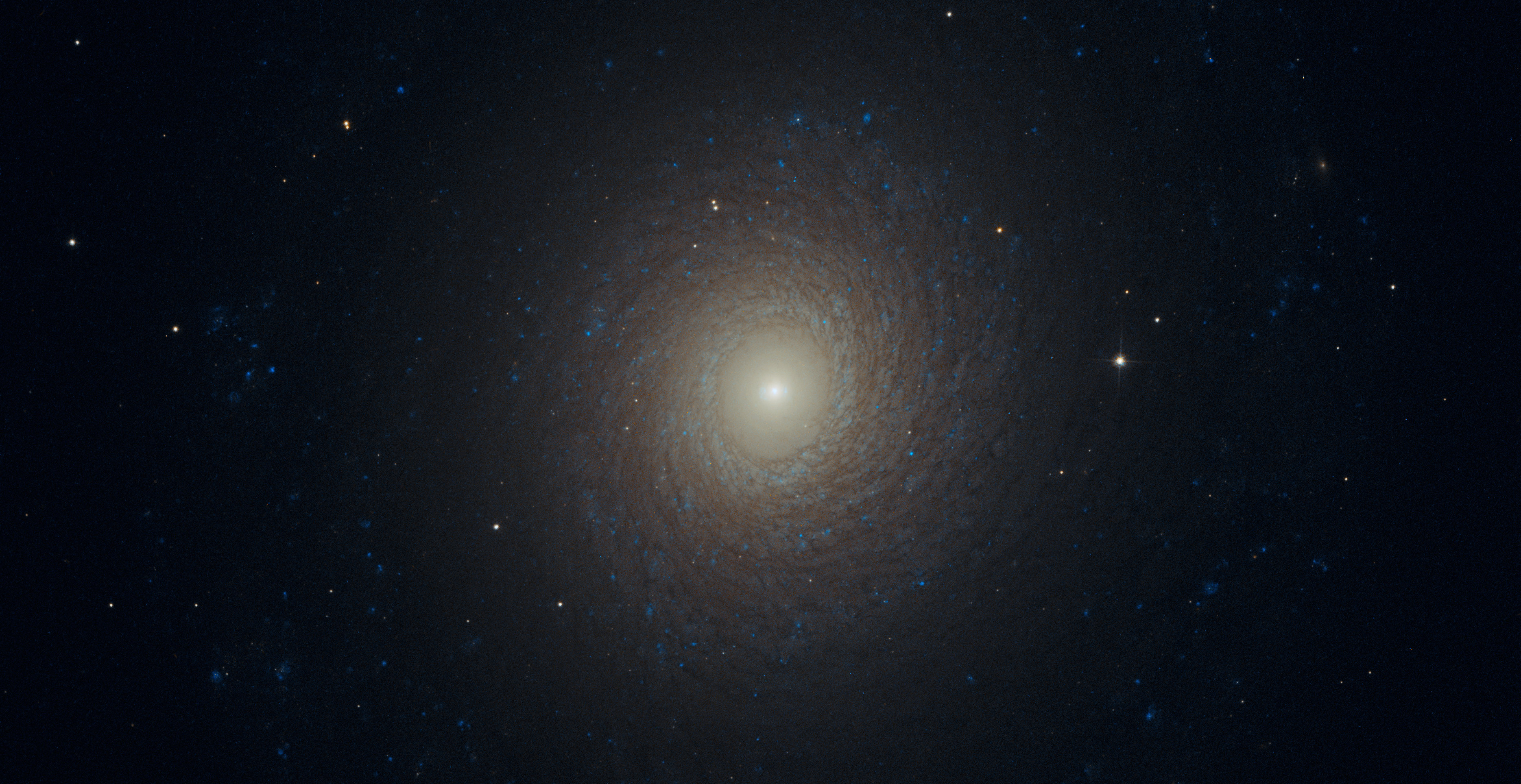
NGC 7217  (HST)
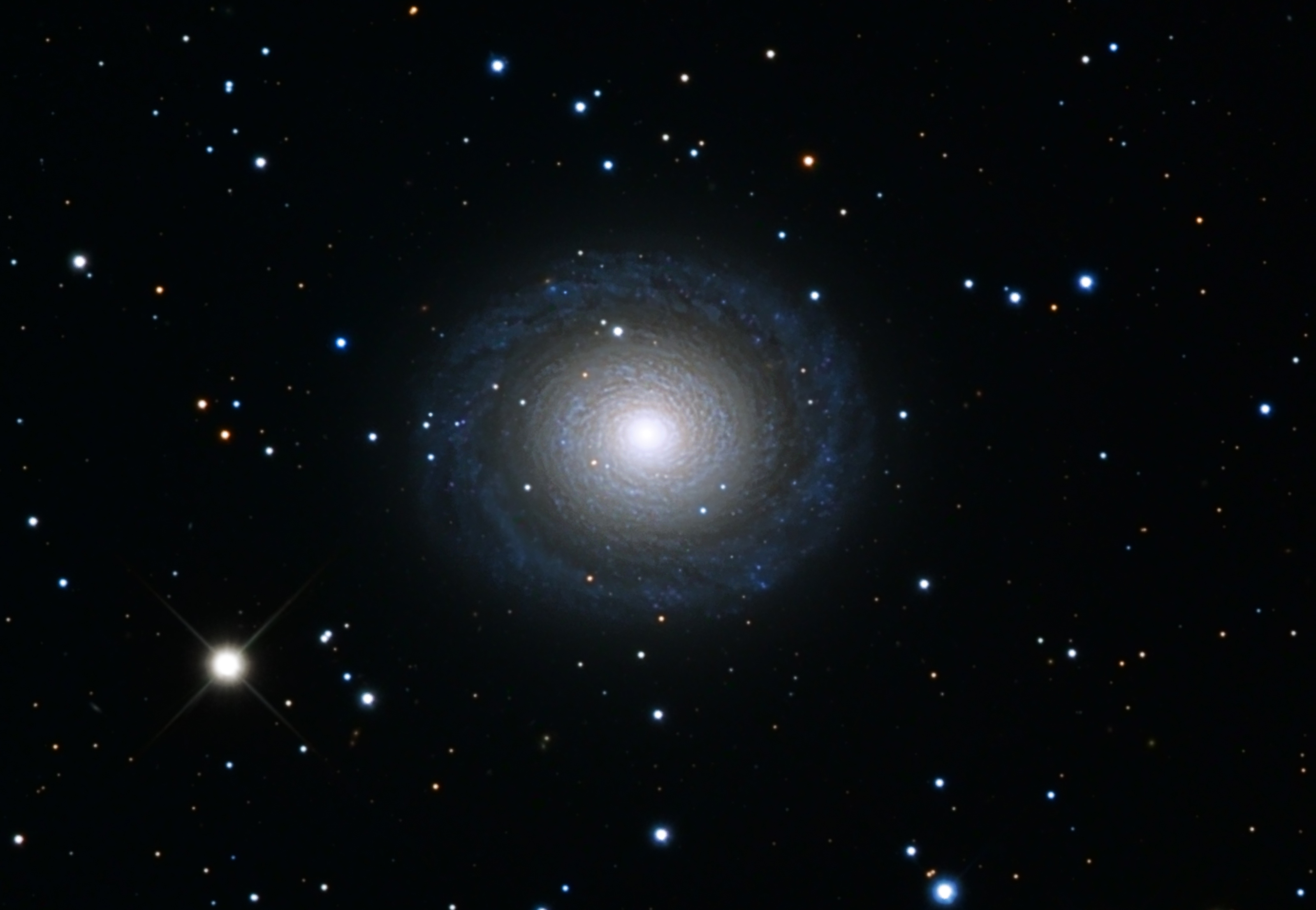
NGC 7217  (amatoriale)
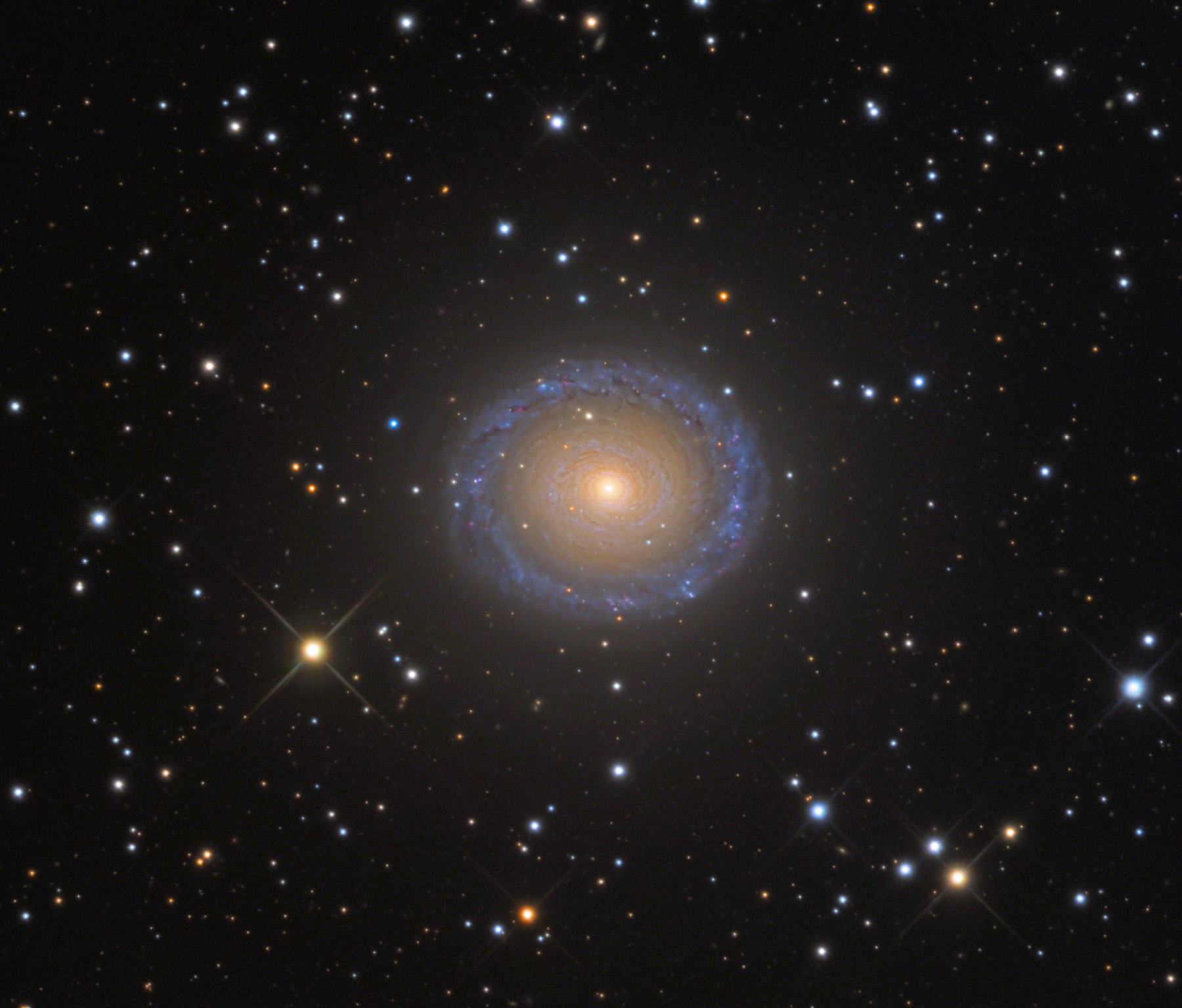
NGC 7217  (Mount Lemmon SkyCenter Schulman Telescope)
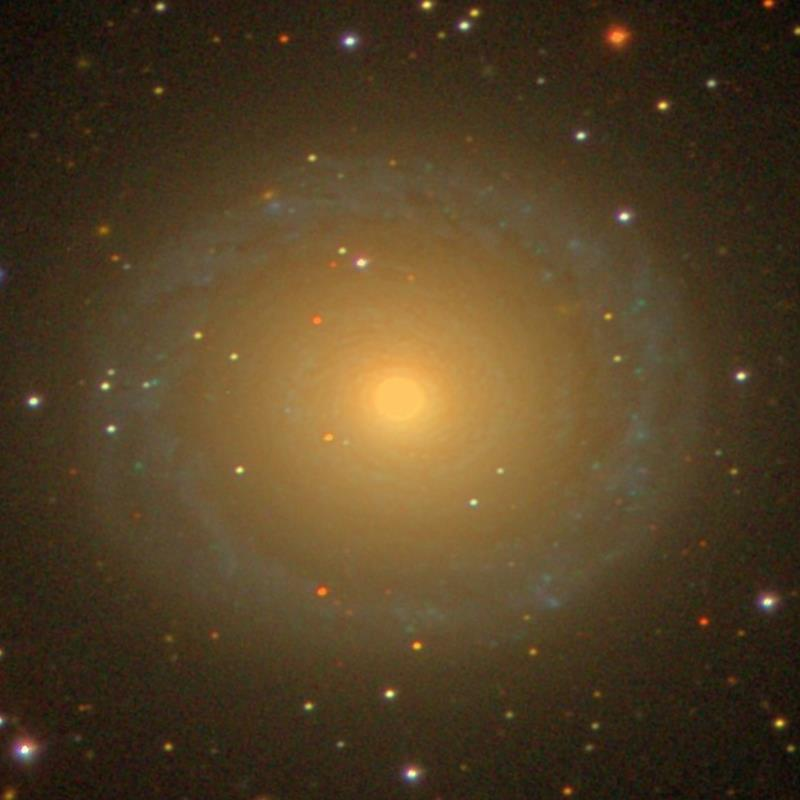
NGC 7217  (SDSS DR14)